# Панов, Пётр Кузьмич
Пётр Кузьмич Панов  (1926—2006) — советский и российский инженер-химик-технолог, специалист в области исследования взрывчатых веществ, к.т. н.; Лауреат Ленинской премии (1967).

## Биография
Родился в 1926 году в селе Берёзовка Самарской области.
С 1943 года призван в ряды РККА. С 1944 года после окончания Военно-морского минно-торпедного авиационного училища им. С. А. Леваневского служил офицером службы вооружения в Херсоне. В 1951 году уволен в запас военной службы.
С 1956 года после окончания Куйбышевского индустриального института работал в системе МСМ СССР. С 1956 года направлен в закрытый город Челябинск-70, работал инженером, старшим инженером, с 1961 года начальником Научно-исследовательской лаборатории, с 1989 года начальником цеха № 206 Опытного завода № 2 Всесоюзного научно-исследовательского института технической физики. Внёс весомый вклад в разработку рецептур и исследование взрывных и физико-химических свойств композиционных взрывчатых веществ для использования в конструкциях ядерных зарядов.
С 1999 года на пенсии. Умер 4 марта 2006 года в Снежинске.

## Награды
Источники:

### Премии
- Ленинская премия (1967 — за исследования свойств одного из пластических взрывчатых материалов и использование его в конструкциях ядерных зарядов).